# 108. zračnoobrambna artilerijska brigada (ZDA)
108. zračnoobrambna artilerijska brigada (angleško 108th Air Defense Artillery Brigade) je zračnoobrambna artilerijska brigada Kopenske vojske Združenih držav Amerike.

## Odlikovanja
- Križec viteštva v palmo